# Karla Homolka
Karla Leanne Homolka, también conocida como Karla Leanne Teale (Mississauga, Ontario; 4 de mayo de 1970), es una asesina en serie canadiense que atrajo atención internacional cuando fue encarcelada por homicidio en el caso de las violaciones y los asesinatos de dos chicas adolescentes. Su esposo, Paul Bernardo, fue sentenciado a la máxima pena de cadena perpetua como responsable de la violación y el asesinato de tres chicas adolescentes, además de decenas de violaciones y abusos sexuales contra mujeres. Entre las víctimas se encontraba Tammy Homolka (hermana de Karla), violada y asesinada por Bernardo en la Navidad de 1990. En compensación a su testimonio completo contra su marido, se le otorgó una sentencia reducida, de modo que escapó de la pena recibida por su esposo. Fue encontrada culpable de homicidio y sentenciada a 12 años de cárcel.
En el año 2012, la periodista Paula Todd encontró a Homolka viviendo en las Antillas bajo el nombre de Leanne Bordelais, junto a su nuevo marido Thierry Bordelais y sus tres hijos. En la actualidad hay noticias como la publicada el 20 de abril de 2016 en el que ubicaron a Homolka viviendo en Châteauguay (Quebec), o la conocida a fines de mayo de 2017, que causó estupor al conocerse que Homolka se encontraba trabajando como voluntaria en una escuela primaria de Montreal.

## Primeros años
Homolka es la mayor de tres hermanas (las otras: Lori, n. en 1971; y Tammy, n. en 1975, quien fue asesinada una semana antes de su 16 cumpleaños) e hija del matrimonio conformado por Karel y Dorothy Homolka. La familia Homolka, de ascendencia checa por parte del padre, se instaló en St. Catharines (Ontario). Luego de una infancia sin incidentes, Homolka fue a la Escuela Secundaria Sir Winston Churchill y comenzó a trabajar en una tienda de mascotas en un comercio cercano. Su trabajo le permitió participar en una convención de Toronto donde conoció a Paul Bernardo. Después de finalizar sus estudios en 1989, Homolka fue contratada como asistente de veterinaria en una Clínica Veterinaria de la ciudad de Thorold (Ontario), de donde fue obligada a renunciar luego de que sospechasen que robaba fármacos. Posteriormente, encontró un trabajo similar en la Clínica Animal Martindale, por lo que no entró a la universidad pese a haber sido aceptada por la Universidad de York y por la Universidad de Toronto.

## Homolka conoce a Bernardo
El 17 de octubre de 1987, cuando Homolka tenía 17 años, conoció a Paul Bernardo de 23 años, en un restaurante de Scarborough. Una hora después, estaban juntos en la cama. El 24 de diciembre de 1989, Bernardo le propuso matrimonio, momento que Homolka consideró como "el más romántico de su vida". La relación se rompió en 1993 cuando Homolka se divorció de Bernardo y comenzó a declarar en su contra. Los llamaban "los asesinos del Niagara" o "Barbie y Ken".

## Víctimas de violación y asesinato

### Tammy Homolka
Durante el verano de 1990, Bernardo se obsesionó con Tammy Homolka (hermana de Karla) espiándola por la ventana de su cuarto o entrando al mismo para masturbarse mientras ella dormía. En julio de ese año, Bernardo le ofrece cervezas a Tammy y la emborracha hasta que la adolescente se duerme para posteriormente intentar abusar sexualmente de ella, sin lograr su objetivo debido a que la joven comenzaba a despertar cuando Bernardo la estaba manoseando. Karla tenía sentimientos enfrentados referentes a su novio, sabiendo que él salía con otras mujeres y que las violaba; se sentía "humillada e indignada". Pese a esto, Bernardo no tenía intenciones de cambiar su vida, sino de cambiar la de su novia diciéndole que si realmente lo amaba, debía dejar que violara a su hermana Tammy. Homolka consintió el horrible acto viendo "una oportunidad para tomar control y mantener todo tranquilo dentro de la familia". También le prometió romper las trabas de la ventana de la habitación de Tammy, además de suministrarle Diazepam a su hermana y las amigas de su hermana, para que Paul cumpliera su fantasía. Así fue como mientras planeaban la boda, planeaban la violación de Tammy.
Seis meses antes de su boda, programada para el año 1991, Homolka robó un anestésico, Halotano, de la Clínica para mascotas Martindale. El 23 de diciembre de 1990, Homolka y Bernardo administraron píldoras para dormir a Tammy, de 15 años de edad, disolviéndolas en un ponche de ron y huevo. Tammy perdió la conciencia y fue desnudada por Homolka y Bernardo. A continuación, Homolka aplicó a Tammy un paño empapado en Halotano en la nariz y la boca.
Homolka quería "darle la virginidad de Tammy a Bernardo como regalo de Navidad" debido a que, según Homolka, Bernardo siempre le había reprochado que ella no era virgen cuando se conocieron. Mientras los padres de la adolescente dormían en el piso de arriba, los dos se filmaban mientras violaban a Tammy en el sótano. Poco después, la adolescente comenzó a vomitar, estando aún inconsciente. Ambos criminales intentaron reanimarla, pero no fue suficiente. Antes de llamar al 911, escondieron la evidencia, vistieron nuevamente a Tammy, quien tenía una quemadura química en el rostro y la llevaron a la habitación que ella tenía en el sótano. Pocas horas después, Tammy fue declarada muerta en el Hospital General de St. Catharines sin haber recuperado la conciencia. A pesar del comportamiento de la pareja -pasando la aspiradora y lavando la ropa en medio de la noche-, además de la enorme y brillante quemadura color frambuesa que había consumido gran parte del cachete izquierdo de Tammy, la Policía Regional del Niagara creyó la versión de lo sucedido de la pareja y se determinó oficialmente que la muerte de Tammy había sido producida por un accidente de ahogamiento en su propio vómito debido al consumo de alcohol. Luego, la pareja no había aún satisfecho sus deseos sexuales por lo que mantuvieron relaciones sexuales, con Karla vestida como si fuera Tammy a quien Paul tenía que quitarle la virginidad; toda esta relación fue filmada. Días después, se mudaron de la casa de los padres de Homolka para dejarlos lidiar con su duelo psicológico.

### "Jane Doe"
El 7 de junio de 1991, Homolka invitó a "Jane Doe" (expresión en inglés para definir a un sujeto femenino anónimo) de 15 años de edad a una "fiesta de chicas" en la casa que ellos alquilaban en Port Dalhousie. Homolka se había hecho amiga de la chica hace dos años, cuando Homolka aún trabajaba en la tienda de mascotas. La adolescente la idolatraba y la tenía por su hermana mayor. Tras una tarde de tiendas y restaurantes, Homolka la llevó a su casa de la avenida Bayview (Bayview Avenue) y comenzó a ofrecerle alcohol.
Después de que "Jane Doe" perdió la conciencia, Homolka llamó a Bernardo para decirle que el regalo de bodas estaba listo. Juntos, desvistieron a "Jane Doe", quien también era virgen. Instantes después, Bernardo filmaba a Homolka violando a la joven con un consolador; para luego violarla y sodomizarla él. A la mañana siguiente, "Jane Doe" estaba enferma y vomitaba, pero pensó que se debía a que era la primera vez que había bebido alcohol. No se dio cuenta de que había sido violada. Fue invitada nuevamente a la casa de Port Dalhousie en agosto, esta vez para "pasar la noche". La joven fue drogada y le costaba respirar mientras Bernardo la violaba. Homolka llamó al 911 para pedir ayuda, pero minutos después llamó nuevamente para decir que "todo estaba bien", por lo que los servicios de emergencia se retiraron inmediatamente de la casa sin hacer ningún tipo de investigación o seguimiento. "Jane Doe" visitó una vez más a la pareja el 22 de diciembre de 1992. Homolka y Bernardo le pidieron que tuviera sexo con él, pero ella se molestó y asustó, para luego huir.

### Leslie Mahaffy
El 15 de junio de 1991, dos semanas antes de su boda, Bernardo —mientras robaba matrículas de automóviles para ayudar en un negocio de contrabando de cigarrillos— conoció a Leslie Mahaffy, de casi quince años, quien estaba en la puerta de su casa de Burlington. No había podido entrar en su casa debido a la ausencia de sus padres y no había encontrado otro lugar donde estar. Los dos se pusieron a charlar un rato para luego ir juntos al automóvil de Bernardo con la excusa de buscar un cigarrillo; en ese momento, Bernardo la forzó a entrar en su coche y la condujo a su casa a 53 kilómetros de distancia. Allí, Homolka y Bernardo la mantuvieron secuestrada durante 24 horas, donde fue sometida a constantes asaltos sexuales. La pareja filmó los abusos en una cinta de vídeo, incluida una escena en la que Homolka mira a la cámara momentos antes de violar a la muchacha. Horas después, la asesinaron.
Después, Homolka declaró que Bernardo había estrangulado a la adolescente con un cable eléctrico. Por su parte, Bernardo dijo que la joven había muerto mientras él se encontraba fuera de la habitación y que Homolka la había asesinado con una sobredosis de Halcion. Homolka, según Bernardo, dijo que la venda que tapaba los ojos de la muchacha se había caído, por lo que podría identificarlos. Llevaron el cuerpo al sótano hasta decidir qué debían hacer para librarse de él.
Al día siguiente, el matrimonio Homolka y Lori los visitaron para la cena del Día del Padre. Cuando se despidieron, la pareja descuartizó el cuerpo de Leslie Mahaffy y lo colocó en bloques de cemento. Bernardo desmembró el cuerpo en una improvisada tienda de plástico en el sótano. Tras colocar el cuerpo en cemento, arrojaron los bloques al Lago Gibson.
El 29 de junio, una pareja que navegaba en canoa por el lago cerca de las costas de St. Catharines, descubrió los bloques de cemento, abriendo uno de ellos para saber qué contenía. Al mismo tiempo, Homolka y Bernardo estaban contrayendo matrimonio en una lujosa ceremonia. Tras ello, recorrieron juntos románticamente en un carruaje la ciudad de Niagara-on-the-Lake.

### Kristen French
El Viernes Santo, 16 de abril de 1992, Homolka y Bernardo conducían su coche por las calles de St. Catharines cuando vieron a Kristen French en el estacionamiento de una iglesia. Homolka detuvo el coche cerca de donde estaba la joven, y se bajó de él con un mapa fingiendo estar perdida y buscando la ayuda de French. Cuando la joven quinceañera se acercó a ayudarla, Bernardo la sorprendió con un cuchillo de cocina y la obligó a entrar al coche. El lugar estaba lleno de gente que no se dio cuenta de lo que estaba sucediendo. En la escena del asalto se encontraron un pedazo del mapa, un zapato de French y restos de su pelo.
Homolka y Bernardo llevaron a French a su casa de Port Dalhousie, donde por tres días la asaltaron sexualmente, la abusaron y la torturaron. Debido a que ambos debían pasar la cena de Pascua con los padres de Homolka, el asesinato de French se hacía inevitable. Luego de sus arrestos, ambos se acusaron mutuamente por este crimen. Homolka dijo que Bernardo la estranguló exactamente durante siete minutos mientras ella observaba. Bernardo dijo que Homolka la había golpeado incansablemente con un mazo mientras la adolescente intentaba huir y que luego la estranguló con una soga atada al cuello mientras la asfixiaba. Posteriormente, dejó el cuerpo de la joven a un lado para ir a secarse el cabello. Después de volver de la cena de Pascua, Bernardo y Homolka cortaron el cabello de la adolescente y bañaron al cuerpo antes de arrojarlo a una zanja en Burlington, a menos de un kilómetro de donde Leslie Mahaffy estaba enterrada. El cuerpo de Kristen French fue hallado el 30 de abril de 1992.
Desde el principio, la desaparición de Kristen French se trató como un asunto criminal. A diferencia de Leslie Mahaffy, no tenía problemas en su hogar y tenía un perro con el que tenía caminatas preparadas y al cual debía alimentar. Al darse cuenta de que su hija no llegaba a casa a su hora, sus padres contactaron a la policía. Los testigos aportaron relativamente poco a la desaparición diciendo que el coche del secuestrador era un Chevrolet Camaro cuando en realidad el coche de Bernardo era un Nissan dorado. La policía comenzó inmediatamente a rastrear todos los coches Camaro hasta que se pudo deducir qué coche era realmente.

### Otras posibles víctimas
Además de los asesinatos confirmados de Tammy Lyn Homolka, Leslie Erin Mahaffy y de Kristen Dawn French, las sospechas siguen vigentes sobre otras posibles víctimas tanto del lado solamente de Bernardo, solamente de Homolka o de ambos. Estas sospechas incluyen las muertes de Terri Anderson, Elizabeth Bain y muchas mujeres más, detalladas en el artículo de Paul Bernardo.

## El después
Homolka y Bernardo habían sido interrogados muchas veces, en relación con las violaciones de Scarborough, en relación con la muerte de Tammy Homolka, en relación con el acecho de Sydney Kershen y a un problema legal con las hermanas Patrich, que acusaron a Bernardo de haberlas acechado y filmado poco antes de la muerte de Kristen French. Poco después del descubrimiento del cuerpo de Kristen French, uno de los mejores amigos de Bernardo, Van Smirnis, hablando con una familia conocida (de la cual uno de sus miembros era oficial de la Policía provincial de Ontario) dijo que Bernardo podría ser un "buen sospechoso del asesinato de Kristen French" y le comentó a la familia que se basaba en las sospechas acerca de que su amigo, Bernardo, había violado a una muchacha en el sótano de su casa mientras Homolka estaba arriba. El oficial de policía emitió un reporte informando de Bernardo y el 12 de mayo de 1992 un sargento de la policía interrogó a Bernardo brevemente. La policía llegó a la conclusión de que Bernardo era un sospechoso muy poco probable, aunque ya había sido interrogado en relación con las violaciones de Scarborough.
Tres días después se creó el grupo Green Ribbon Task Force, especialmente formado para investigar las muertes de Leslie Mahaffy y Kristen French. Mientras tanto, Bernardo y Homolka avanzaban en sus planes de cambiarse sus apellidos de Bernardo y Homolka a llamarse los 'Teale', el apellido de un villano (asesino en serie) que Bernardo había tomado de una película de 1988 llamada Criminal Law. A finales de mayo de ese año, otro conocido de Smirnis y de Bernardo, llamado John Motile, también lo señaló como el posible asesino.
En diciembre de 1992, el Centro de Ciencias Forenses comenzó finalmente a analizar las muestras de ADN que Bernardo había entregado a la policía en relación con las investigaciones por las violaciones de Scarborough tres años antes. En Port Dalhousie, "Jane Doe" se negó a mantener relaciones sexuales con Bernardo y huyó de la casa para no volver más debido al miedo.
El 27 de diciembre de 1992 Bernardo atacó brutalmente a Homolka y la golpeó con una linterna en las extremidades, cabeza y rostro. Con la excusa de haber sufrido un accidente automovilístico, Homolka volvió a su trabajo el 4 de enero de 1993. Sus compañeros de trabajo, escépticos, llamaron a sus padres, que al día siguiente la "rescataron" de Bernardo, sacándola de la casa. Aun así, Homolka regresó a la casa frenéticamente antes de que Bernardo regresara, para buscar algo. Sus padres la llevaron al Hospital General de St. Catharines, donde la policía emitió un informe sobre sus heridas, que Homolka justificó diciendo que su marido la había golpeado brutalmente; consecuentemente, levantó cargos contra Bernardo. Bernardo fue arrestado inmediatamente, pero pocas horas después liberado tras reconocer todo y mostrar muy buena voluntad en ayudar a la policía. Un amigo de Bernardo encontró una nota de suicidio que él había escrito, por lo que inmediatamente intervino para ayudar a su amigo. Mientras, Homolka se mudó a vivir con familiares a Brampton.

### El fin de losTeale
Veintiséis meses después de haber sido tomadas las muestras del ADN de Bernardo, se informó a la policía de Toronto de que el ADN de Bernardo coincidía con el del posible violador de Scarborough. Inmediatamente, Bernardo fue puesto bajo lupa con una vigilancia de 24 horas.
Los detectives especializados de Asaltos Sexuales de Toronto entrevistaron a Homolka el 9 de febrero de 1993. Sin importarle que se le haya informado que Bernardo estaba bajo sospechas por esos abominables crímenes, ella estaba concentrada en la paliza que él le había dado. Esa misma noche, más tarde, Homolka le contó a un tío y a una tía suya que su esposo era el famoso Violador de Scarborough y que ambos habían estado involucrados en los asesinatos de Leslie Mahaffy y Kristen French; además de contarles que las violaciones y torturas estaban grabadas en cintas de vídeo. Mientras tanto, la policía había reabierto las investigaciones sobre la muerte de Tammy Lyn Homolka.
El 11 de febrero de 1993, Homolka contactó al abogado George Walker de Niagara Falls, que buscó la máxima inmunidad para su cliente a través del Fiscal de St. Catharines, Ray Houlahan, a cambio de su cooperación plena en las investigaciones contra su esposo. Al igual que Bernardo, a Homolka le fue colocada una vigilancia de 24 horas.
El 13 de febrero de 1993 se aprobó el cambio de nombre del matrimonio. Al día siguiente, George Walker se reunió con Murray Segal, Director de la Oficina Criminal. Walker le contó a Segal acerca de los vídeos de violaciones, a lo que Segal le respondió que debido a la participación que Homolka había tenido en los crímenes, la inmunidad completa era prácticamente imposible.
Los detectives de todas las Fuerzas Especiales que investigaban las Violaciones de Scarborough arrestaron a Bernardo acusándolo de numerosos cargos el 17 de febrero de 1993 y obtuvieron órdenes de registro. Por entonces, las pruebas que vinculaban a Bernardo con los asesinatos eran pobres, por lo que las órdenes de registros tenían sus limitaciones. No toda la evidencia que se tomaba de los registros se podía presentar como pruebas. Todas las cintas de vídeo que la policía hallara en la casa debían ser vistas en ese mismo lugar para que tuvieran valor jurídico. Los daños provocados a la casa debían mantenerse en un nivel mínimo y la policía no tenía permitido derribar paredes o muros de la casa en busca de cintas de vídeo. La búsqueda en la casa de doble piso, sótano y ático que tenía Bernardo duró 71 días. La policía solo pudo hallar una cinta de vídeo en la que se veía a Homolka practicándole sexo oral a "Jane Doe".
El 5 de mayo de 1993, Walker fue informado de que el Gobierno ofrecía una sentencia reducida de 12 años de cárcel, la cual Homolka tenía una semana para aceptar o rechazar. Si no aceptaba, sería acusada de dos asesinatos en primer grado, de uno en segundo grado y de muchos otros crímenes. Walker aceptó la propuesta y más tarde Homolka también. El 14 de mayo de 1993, la negociación de sentencia entre Homolka y la Fiscalía terminó, por lo que Homolka comenzó a dar información a la policía a través de comunicados.
El 27 de junio de 1993, Homolka celebró una fiesta en la casa de sus padres.

### La censura en el juicio
Alegando la necesidad de dar un juicio justo a Bernardo, se prohibió a la prensa informar acerca de las investigaciones preliminares referentes a Homolka. La corte solo permitía informar sobre de una sentencia condenatoria, pero no de los motivos de esta. La censura siempre se justificó con el derecho de Bernardo a un juicio justo. Una última nota del Ministerio de Abogados de Ontario indica que en realidad la censura se aplicó para "proteger a las familias".
La Corte impuso la censura el 5 de julio de 1993, y fue decretada por el juez Francis Kovacs de la Corte de Ontario. A través de sus abogados, Homolka apoyaba la censura mientras que los de Bernardo lo veían como algo perjudicial para su cliente, ya que Homolka había sido presentada a la gente como su víctima. Cuatro medios de comunicación y también un autor se opusieron a la censura. Algunos abogados dijeron que los rumores perjudicarían mucho más al proceso del juicio que si se mostrara la verdadera evidencia que se estaba presentando.
Sin embargo, el incipiente Internet evadió la censura. Algunos periodistas estadounidenses se basaron en la Primera Enmienda y publicaron detalles de las declaraciones de Homolka, los cuales fueron ampliamente distribuidos luego por los "quebrantadores de la censura", principalmente algunos grupos de noticias. Información y rumores acerca del caso se propagaban y estaban al alcance de cualquiera que tuviera un ordenador personal y un módem en Canadá. Además, muchos de los detalles que circularon por Internet iban mucho más allá de los detalles conocidos del caso. La edición de Newsweek del 6 de diciembre de 1993 informó sin permiso de que, según corresponsales, los secuestradores cortaban con elementos quirúrgicos los tendones de las piernas de las muchachas para que no pudieran escapar. Otros rumores fueron detalles de otros asesinatos en serie atribuidos a Bernardo y Homolka.
Los periódicos de Buffalo, Detroit, Washington, Nueva York y también de Gran Bretaña informaron de detalles recogidos por gente presente en el juicio de Homolka. La Fox emitió dos programas acerca de los crímenes. Muchos canadienses piratearon a través de la frontera copias del The Buffalo Evening News, sin obedecer órdenes de la policía que había amenazado con arrestar a todo aquel que tuviera más de una copia en la frontera. Copias encontradas fueron confiscadas por la policía canadiense. Copias de periódicos como el The New York Times eran devueltas a la frontera o no eran aceptadas por los distribuidores en Ontario. Gordon Domm, un oficial de policía retirado que desafió la prohibición que pesaba sobre la publicación de detalles a medios extranjeros, fue acusado y sentenciado por no obedecer las órdenes.
El juicio a Homolka duró solo unos pocos minutos.

### Controversia por la negociación y cintas de vídeo
El Profesor de Leyes Jamie Cameron estableció qué "al momento del juicio de Homolka tres iconos del caso consternaban y preocupaban al público. Primero, poco se sabía acerca de las ofensas y los asaltos sexuales que las víctimas habían tenido que sufrir en cautiverio antes de ser asesinadas, aunque un rumor decía que el tratamiento era sádico, horrendo e inimaginable". "Además, poco se sabía acerca de qué rol había jugado cada uno (Homolka y Bernardo) en los asaltos sexuales y posteriores asesinatos de las víctimas. Para la primavera de 1993, la Fiscalía General de Ontario sabía que el juicio contra Bernardo era imposible de llevar a cabo si no se contaba con la evidencia aportada por Homolka". "Sintéticamente, quería decir que si se quería realmente encarcelar a Bernardo de por vida, se tenía que creer el testimonio de Homolka". "Aun en vista de que ella pudiera contar la historia de una manera que la favoreciera y así ser exculpada de todos los cargos, presentándose como víctima y no como la depredadora que era, su responsabilidad por los crímenes cometidos podría verse disminuida y se mantendría su inevitable credibilidad como testigo".
El 19 de febrero de 1993, las fuerzas que investigaban las violaciones de Scarborough y las muertes de las adolescentes recibieron un duro golpe cuando la Justicia le limitó a los investigadores las posibilidades de hacer cosas para encontrar evidencia: no podían dañar la estructura de la casa en busca de evidencia y si se encontraba una cinta de vídeo, debía verse dentro de la casa para tener valor jurídico. El 21 de febrero de 1993, la policía halló una cinta de vídeo muy corta en la que se veía a Bernardo y Homolka junto a una prostituta estadounidense practicándole sexo oral a una joven inconsciente. En primer momento se creyó que la chica era Kristen French. Poco después se descubrió la identidad de la joven a la que llamaron "Jane Doe"; todo esto luego de descubrir la grabación completa. En el momento de los sucesos era menor, por lo que su identidad permaneció bajo secreto debido a la censura impuesta en las investigaciones.
Pronto, las autoridades concluyeron que no tenían pruebas suficientes como para acusar a la pareja, por lo que se siguieron llevando a cabo conversaciones con el abogado de Homolka, George Walker, que dijo que su clienta podría proporcionar la información que se necesitaba, pero a un precio. Además, Walker presionaba para que se tomara a Homolka como una víctima de los constantes abusos de Bernardo mientras que Segal decía que ningún tipo de abuso que ella hubiese podido sufrir justificaban su participación en cada asesinato. La provincia estaba siendo gobernada por Nuevo Partido Democrático, que también tomó cartas en el asunto. Al Abogado General Marion Boyd, quien no era un abogado, se le habían atribuido responsabilidades acerca de los Problemas de la Mujer el 11 de septiembre de 1991. Ese mismo año, escaló en fama hasta tener un alto perfil por llevar intensas campañas contra la violencia doméstica. Antes de que finalizara la negociación, Walker tenía a su clienta siendo evaluada por dos psiquiatras y un psicólogo clínico, quienes concluyeron que el estado mental de Homolka era comparable al de un "sobreviviente de un campo de concentración nazi". Esto hizo creer a la Fiscalía que Homolka era una "víctima obediente", una justificación de origen antiguo que fue tratada por el documento del FBI titulado "Víctimas obedientes del sádico sexual", criminólogo Roy Hazelwood.
El 30 de abril de 1993 terminaron los registros en casa de Bernardo. El 6 de mayo de 1993, Bernardo ordenó a sus abogados Ken Murray y Carolyn MacDonald, a través de un escrito, que ingresaran a la casa para sacar de ella (sin mirarlas) varias cintas de vídeo escondidas detrás de una maceta de luz en el baño. Esas cintas de vídeo crearon una tormenta de fuego cuando se supo de su existencia, ya que en ellas estaban grabadas las imágenes de las violaciones y torturas que sufrieron Tammy Homolka, "Jane Doe", Leslie Mahaffy y Kristen French y que además probaban sin ninguna duda la culpabilidad de Homolka como participante sádica y activa en todos esos crímenes.
El 17 de mayo de 1993, Homolka ingresó junto a la policía a la casa para que los investigadores pudieran tomar muestras de ADN así como muestras de cemento de los bloques en donde Bernardo había escondido los restos de Leslie Mahaffy.
El 28 de junio de 1993, comenzó el juicio contra Homolka. Con o sin precedentes, las órdenes que el juez dictó en la primera audiencia eran extraordinarias. Los únicos detalles que podían ser publicados acerca de su juicio y de su audiencia eran los que reportaba la acusación. Además, la Corte ordenó que al momento de la condena solo se dictara la pena de cárcel pero no los motivos. La orden de no publicación de información tenía que ver con los procedimientos del juicio y no por ser ese caso en particular. En cuanto al acceso a la sala de juicio, excluyendo el permiso a los familiares de las víctimas, de los acusados y del personal de la Corte; solo la prensa canadiense tenía permiso a ingresar a la sala de audiencias. El público en general y la prensa extranjera tenía prohibido el acceso en virtud al artículo 486 (1) del Código Penal. Además, aquellos a quienes les fue permitido ingresar a la sala de audiencias se les prohibió expresamente que informaran de los detalles de las muertes de cualquiera de las víctimas. Sobre la base de un juicio anterior el juez impuso una orden de censura para proteger los derechos de Bernardo a un juicio justo, pese a que el mismo Bernardo había dicho que estaba dispuesto a renunciar a su derechos. La orden fue "tal vez, desde el punto de vista del conocimiento público, el momento más lamentable en la historia de Ontario en el que se impuso una restricción de este tipo", según Frank Davey. Esto reforzó las creencias que el público tenía acerca de que Homolka no había recibido un castigo justo por sus crímenes.
El 18 de mayo de 1993 Homolka fue acusada de dos cargos de homicidio. Bernardo por su parte fue acusado de dos cargos de secuestro, dos de confinamiento ilegal, de abusos y asaltos sexuales y de dos cargos de asesinato en primer grado uno de ellos agravado por desmembramiento. Casualmente ese día el abogado de Bernardo había visto las cintas de vídeo por primera vez. Murray decidió usar las cintas para culpar a Homolka durante el juicio a Bernardo. Ni Murray ni MacDonald eran abogados experimentados ni tenían la mínima experiencia penal; con el tiempo fueron mostrando su poca ética y pasaron a ser considerados como potenciales criminales cuando se descubrió que ocultaban evidencias. En octubre de 1993, Bernardo y sus abogados habían examinado más de 4000 documentos procedentes de la Fiscalía. Murray había dicho que estaban dispuestos a entregar las cintas de vídeo a la Fiscalía si se le permitía interrogar a Homolka antes de que llegara a la audiencia preliminar. La audiencia nunca se llevó a cabo.
Murray dijo que las cintas mostraban a Homolka asaltando sexualmente a cuatro jóvenes mujeres, teniendo sexo con una prostituta en Atlantic City y en otro momento drogando a una joven que estaba inconsciente.
Durante el verano de 1994, Murray se había vuelto un problema serio debido a sus graves problemas de ética manejando el delicado tema de las cintas de vídeo y a su representación de Bernardo. El mismo Murray consultó a su abogado, Austin Cooper, quien le pidió consejo al comité de profesionales de la Sociedad Legal del Alto Canadá.
"La sociedad legal pide directamente al señor Murray que empaque las cintas de vídeo y se las entregue directamente al juez de la causa. Además, la sociedad le pide al señor Murray que renuncie como defensor del señor Bernardo y que le informe de lo que se le ha ordenado hacer", dijo Murray a través de un comunicado que emitió con intervención de su abogado Cooper en septiembre de 1995.
El 12 de septiembre de 1994, Cooper asistió al juicio de Bernardo y le informó al juez Patrick LeSage, de la División General de la Corte de Ontario, a John Rosen (quien reemplazó a Murray como abogado de Bernardo) y a los fiscales acerca de lo que la sociedad legal le había pedido hacer a Murray. Rosen sostuvo que las cintas de vídeo debían haber sido primeramente entregadas a la defensa. Murray entregó las cintas junto a un sumario detallado a Rosen quien guardó las cintas de vídeo aproximadamente por dos semanas antes de entregárselas a los fiscales.
La revelación de que la policía hubiese guardado un elemento clave del caso durante tanto tiempo creó furor en la sociedad, más aún cuando se supo que Homolka había sido una sádica cómplice de Bernardo. No se permitió que las cintas se mostrasen al público, solo una parte del audio. Mientras tanto, Bernardo seguía insistiendo que si bien él violó y torturó a Leslie Mahaffy y a Kristen French, fue Homolka quien las mató.
Luego de que se descubrieron las cintas, un rumor indicaba que Homolka había sido una sádica participante de los crímenes. Ahora, el público sabía el rol que había desempeñado Homolka y las cintas mostraban lo suficiente como para mandarlos a ambos a la cárcel. Por eso, muchos creyeron que el acuerdo con Homolka ya no era necesario. Sin embargo, como se mencionaba en el acuerdo, Homolka había aportado mucha información sobre el caso, por lo que la Fiscalía no halló posibilidad de quebrantarlo y reabrir el caso.
Fue tarde cuando los jueces Michael Moldaver y Archie Campbell, que habían juzgado a Bernardo, dijeron que podría haber sido acusada de dos cargos de asesinato en primer grado al igual que Bernardo. El acuerdo con Homolka había sorprendido.